# Europaspiele 2015/Teilnehmer (Israel)
| Gelbes Symbol für Goldmedaillen mit stilisierten Olympischen Ringen | Graues Symbol für Silbermedaillen mit stilisierten Olympischen Ringen | Braundes Symbol für Bronzemedaillen mit stilisierten Olympischen Ringen |
| ------------------------------------------------------------------- | --------------------------------------------------------------------- | ----------------------------------------------------------------------- |
| 2                                                                   | 4                                                                     | 6                                                                       |

Israel nahm in Baku an den Europaspielen 2015 teil. Vom Olympic Committee of Israel wurden 141 Athleten in 16 Sportarten nominiert.

## Badminton
| Athleten        | Wettbewerb | Gruppenphase      | Gruppenphase | Gruppenphase | Gruppenphase | Achtelfinale       | Achtelfinale        | Viertelfinale | Viertelfinale | Halbfinale | Halbfinale | Finale | Finale   | Rang |
| Athleten        | Wettbewerb | Gegner            | Ergebnis     | Punkte       | Rang         | Gegner             | Ergebnis            | Gegner        | Ergebnis      | Gegner     | Ergebnis   | Gegner | Ergebnis | Rang |
| --------------- | ---------- | ----------------- | ------------ | ------------ | ------------ | ------------------ | ------------------- | ------------- | ------------- | ---------- | ---------- | ------ | -------- | ---- |
| Männer          |            |                   |              |              |              |                    |                     |               |               |            |            |        |          |      |
| Misha Zilberman | Einzel     | Kanan Rzayev      | 21:5, 21:3   | 6            | 1            | Zvonimir Đurkinjak | 21:13, 18:21, 11:21 | –             | –             | –          | –          | –      | –        |      |
| Misha Zilberman | Einzel     | Rosario Maddaloni | 21:12, 21:15 | 6            | 1            | Zvonimir Đurkinjak | 21:13, 18:21, 11:21 | –             | –             | –          | –          | –      | –        |      |
| Misha Zilberman | Einzel     | Samuel Cali       | 21:3, 21:4   | 6            | 1            | Zvonimir Đurkinjak | 21:13, 18:21, 11:21 | –             | –             | –          | –          | –      | –        |      |

## Basketball 3x3
| Athleten                                             | Gruppenphase                                | Achtelfinale  | Achtelfinale | Viertelfinale | Viertelfinale | Halbfinale | Halbfinale | Finale/Spiel um Bronze | Finale/Spiel um Bronze | Rang |
| Athleten                                             | Gruppenphase                                | Gegner        | Ergebnis     | Gegner        | Ergebnis      | Gegner     | Ergebnis   | Gegner                 | Ergebnis               | Rang |
| ---------------------------------------------------- | ------------------------------------------- | ------------- | ------------ | ------------- | ------------- | ---------- | ---------- | ---------------------- | ---------------------- | ---- |
| Frauen                                               |                                             |               |              |               |               |            |            |                        |                        |      |
| Limor Peleg Nofar Shalom Maya Isseroff Hadar Gutin   | Russland 5:21 Litauen 9:18 Rumänien 9:21    | Schweiz       | 7:14         | –             | –             | –          | –          | –                      | –                      |      |
| Männer                                               |                                             |               |              |               |               |            |            |                        |                        |      |
| Vladi Ermichin Amit Simhon Yoad Bet Yosef Ofir Huber | Slowenien 7:16 Litauen 12:19 Rumänien 16:21 | Aserbaidschan | 14:19        | –             | –             | –          | –          | –                      | –                      |      |

## Beachvolleyball
| Athleten                 | Gruppenphase                              | 1. Runde (32er) | 1. Runde (32er) | Achtelfinale                          | Achtelfinale | Viertelfinale                  | Viertelfinale | Halbfinale | Halbfinale | Finale/Spiel um Bronze | Finale/Spiel um Bronze | Rang |
| Athleten                 | Gruppenphase                              | Gegner          | Ergebnis        | Gegner                                | Ergebnis     | Gegner                         | Ergebnis      | Gegner     | Ergebnis   | Gegner                 | Ergebnis               | Rang |
| ------------------------ | ----------------------------------------- | --------------- | --------------- | ------------------------------------- | ------------ | ------------------------------ | ------------- | ---------- | ---------- | ---------------------- | ---------------------- | ---- |
| Männer                   |                                           |                 |                 |                                       |              |                                |               |            |            |                        |                        |      |
| Sean Faiga, Ariel Hilman | Türkei 2:0 Niederlande 0:2 Tschechien 2:1 | –               | –               | Aleksandrs Solovejs, Ruslans Sorokins | 2:0          | Mārtiņš Pļaviņš, Haralds Regža | 0:2           | –          | –          | –                      | –                      |      |

## Bogenschießen
| Athleten    | Wettbewerb | Platzierungsrunde | Platzierungsrunde | 1. Runde (64er) | 1. Runde (64er) | 2. Runde (32er) | 2. Runde (32er) | Achtelfinale | Achtelfinale | Viertelfinale | Viertelfinale | Halbfinale | Halbfinale | Finale | Finale   | Rang |
| Athleten    | Wettbewerb | Ringe             | Rang              | Gegner          | Ergebnis        | Gegner          | Ergebnis        | Gegner       | Ergebnis     | Gegner        | Ergebnis      | Gegner     | Ergebnis   | Gegner | Ergebnis | Rang |
| ----------- | ---------- | ----------------- | ----------------- | --------------- | --------------- | --------------- | --------------- | ------------ | ------------ | ------------- | ------------- | ---------- | ---------- | ------ | -------- | ---- |
| Männer      |            |                   |                   |                 |                 |                 |                 |              |              |               |               |            |            |        |          |      |
| Guy Matzkin | Einzel     | 631               | 51                | Matija Mihalić  | 2 : 6           | –               | –               | –            | –            | –             | –             | –          | –          | –      | –        | 33   |

## Boxen
| Athleten         | Wettbewerb                     | 1. Runde (32er) | 1. Runde (32er) | Achtelfinale      | Achtelfinale | Viertelfinale | Viertelfinale | Halbfinale | Halbfinale | Finale | Finale   | Rang |
| Athleten         | Wettbewerb                     | Gegner          | Ergebnis        | Gegner            | Ergebnis     | Gegner        | Ergebnis      | Gegner     | Ergebnis   | Gegner | Ergebnis | Rang |
| ---------------- | ------------------------------ | --------------- | --------------- | ----------------- | ------------ | ------------- | ------------- | ---------- | ---------- | ------ | -------- | ---- |
| Männer           |                                |                 |                 |                   |              |               |               |            |            |        |          |      |
| David Alaverdian | Leichtfliegengewicht bis 49 kg | –               | –               | Artyom Aleksanyan | 3:0          | Muhammed Ünlü | 0:3           | –          | –          | –      | –        |      |
| Igor Lazarev     | Leichtgewicht bis 60 kg        | Matteo Komadina | 0:3             | –                 | –            | –             | –             | –          | –          | –      | –        |      |
| Artem Masliy     | Mittelgewicht bis 75 kg        | –               | –               | Wital Bandarenka  | 0:3          | –             | –             | –          | –          | –      | –        |      |
| Abdala Kadan     | Superschwergewicht über 91 kg  | Alexei Zavatin  | 0:3             | –                 | –            | –             | –             | –          | –          | –      | –        |      |

## Fechten
| Athleten       | Wettbewerb     | Gruppenphase | Gruppenphase | 1. Runde (32er)    | 1. Runde (32er) | Achtelfinale | Achtelfinale | Viertelfinale | Viertelfinale | Halbfinale / Klassifikation | Halbfinale / Klassifikation | Finale / Platzierung | Finale / Platzierung | Rang |
| Athleten       | Wettbewerb     | Bilanz       | Platzierung  | Gegner             | Ergebnis        | Gegner       | Ergebnis     | Gegner        | Ergebnis      | Gegner                      | Ergebnis                    | Gegner               | Ergebnis             | Rang |
| -------------- | -------------- | ------------ | ------------ | ------------------ | --------------- | ------------ | ------------ | ------------- | ------------- | --------------------------- | --------------------------- | -------------------- | -------------------- | ---- |
| Frauen         |                |              |              |                    |                 |              |              |               |               |                             |                             |                      |                      |      |
| Avital Marinuk | Degen Einzel   | 3:3 Siege    | 5            | Simona Gherman     | 9:15            | –            | –            | –             | –             | –                           | –                           | –                    | –                    |      |
| Delila Hatuel  | Florett Einzel | 3:2 Siege    | 3            | Julia Chrzanowska  | 15:14           | Anne Sauer   | 8:15         | –             | –             | –                           | –                           | –                    | –                    |      |
| Männer         |                |              |              |                    |                 |              |              |               |               |                             |                             |                      |                      |      |
| Ido Herpe      | Degen Einzel   | 3:3 Siege    | 4            | Sergei Chodos      | 14:15           | –            | –            | –             | –             | –                           | –                           | –                    | –                    |      |
| Tomer Or       | Florett Einzel | 2:3 Siege    | 2            | Alexander Tsoronis | 12:15           | –            | –            | –             | –             | –                           | –                           | –                    | –                    |      |

## Judo
| Athleten            | Wettbewerb         | 1. Runde | 1. Runde | 2. Runde           | 2. Runde  | Achtelfinale           | Achtelfinale | Viertelfinale  | Viertelfinale | Hoffnungsrunde Halbfinale | Hoffnungsrunde Halbfinale | Halbfinale   | Halbfinale | Hoffnungsrunde Finale | Hoffnungsrunde Finale | Finale / Kampf um Bronze | Finale / Kampf um Bronze | Rang   |
| Athleten            | Wettbewerb         | Gegner   | Ergebnis | Gegner             | Ergebnis  | Gegner                 | Ergebnis     | Gegner         | Ergebnis      | Gegner                    | Ergebnis                  | Gegner       | Ergebnis   | Gegner                | Ergebnis              | Gegner                   | Ergebnis                 | Rang   |
| ------------------- | ------------------ | -------- | -------- | ------------------ | --------- | ---------------------- | ------------ | -------------- | ------------- | ------------------------- | ------------------------- | ------------ | ---------- | --------------------- | --------------------- | ------------------------ | ------------------------ | ------ |
| Frauen              |                    |          |          |                    |           |                        |              |                |               |                           |                           |              |            |                       |                       |                          |                          |        |
| Noa Minsker         | Klasse bis 48 kg   | –        | –        | –                  | –         | Éva Csernoviczki       | 000-100      | –              | –             | –                         | –                         | –            | –          | –                     | –                     | –                        | –                        |        |
| Shira Rishony       | Klasse bis 48 kg   | –        | –        | Ebru Şahin         | 0000-0011 | –                      | –            | –              | –             | –                         | –                         | –            | –          | –                     | –                     | –                        | –                        |        |
| Gili Cohen          | Klasse bis 52 kg   | –        | –        | –                  | –         | Birgit Ente            | 0001-1001    | –              | –             | –                         | –                         | –            | –          | –                     | –                     | –                        | –                        |        |
| Roni Schwartz       | Klasse bis 52 kg   | –        | –        | Sakina Zayirov     | 100-000   | Andreea Chițu          | 0011-1010    | –              | –             | –                         | –                         | –            | –          | –                     | –                     | –                        | –                        |        |
| Camila Minagawa     | Klasse bis 57 kg   | –        | –        | Tanja Božović      | 100-000   | Nora Gjakova           | 0001-0011    | –              | –             | –                         | –                         | –            | –          | –                     | –                     | –                        | –                        |        |
| Yarden Gerbi        | Klasse bis 63 kg   | –        | –        | –                  | –         | Agata Ozdoba           | 0001-0003    | Mia Hermansson | 0012-0002     | Tina Trstenjak            | 0001-1000                 | –            | –          | –                     | –                     | Ana Cachola              | 0011-0000                | Bronze |
| Rotem Shor          | Klasse bis 63 kg   | –        | –        | Marijana Mišković  | 0001-0012 | –                      | –            | –              | –             | –                         | –                         | –            | –          | –                     | –                     | –                        | –                        |        |
| Linda Bolder        | Klasse bis 70 kg   | –        | –        | Szabina Gercsák    | 0000-0113 | –                      | –            | –              | –             | –                         | –                         | –            | –          | –                     | –                     | –                        | –                        |        |
| Lior Wildikan Samar | Klasse bis 70 kg   | –        | –        | Sukran Bakacak     | 0010-0001 | Laura Vargas-Koch      | 0000-1001    | –              | –             | –                         | –                         | –            | –          | –                     | –                     | –                        | –                        |        |
| Männer              |                    |          |          |                    |           |                        |              |                |               |                           |                           |              |            |                       |                       |                          |                          |        |
| Tommy Arshansky     | Klasse bis 60 kg   | –        | –        | Amado Lazea        | 100-000   | Amiran Papinashvili    | 0002-0001    | –              | –             | –                         | –                         | –            | –          | –                     | –                     | –                        | –                        |        |
| Alon Rahima         | Klasse bis 60 kg   | –        | –        | Francisco Garrigós | 0000-1111 | –                      | –            | –              | –             | –                         | –                         | –            | –          | –                     | –                     | –                        | –                        |        |
| Golan Pollack       | Klasse bis 66 kg   | –        | –        | Andraz Jereb       | 0103-0012 | Loïc Korval            | 0001-0012    | –              | –             | –                         | –                         | –            | –          | –                     | –                     | –                        | –                        |        |
| Baruch Shmailov     | Klasse bis 66 kg   | –        | –        | Felícián Őri       | 1001-0012 | Kamal Chan-Magomedow   | 0001-1001    | –              | –             | –                         | –                         | –            | –          | –                     | –                     | –                        | –                        |        |
| Sagi Muki           | Klasse bis 73 kg   | –        | –        | Davit Nikoghosyan  | 100-000   | Jorge Fernandes        | 1000-0001    | Dex Elmont     | 0002-0003     | –                         | –                         | Denis Jarzew | 0002-1001  | –                     | –                     | Nugzar Tatalashvili      | 1002-0003                | Gold   |
| Asaf Chen           | Klasse bis 81 kg   | –        | –        | Roman Moustopoulos | 1002-0002 | Aliaksandr Stsiashenka | 0001-0023    | –              | –             | –                         | –                         | –            | –          | –                     | –                     | –                        | –                        |        |
| Alon Sasson         | Klasse bis 90 kg   | –        | –        | Marc Odenthal      | 0001-1122 | –                      | –            | –              | –             | –                         | –                         | –            | –          | –                     | –                     | –                        | –                        |        |
| Peter Paltchik      | Klasse bis 100 kg  | –        | –        | David Buechel      | 1120-0002 | Cyrille Maret          | 000-100      | –              | –             | –                         | –                         | –            | –          | –                     | –                     | –                        | –                        |        |
| Or Sasson           | Klasse über 100 kg | –        | –        | Michal Horák       | 0011-0002 | Daniel Natea           | 1002-0001    | Roy Meyer      | 1001-0000     | –                         | –                         | Renat Saidow | 1001-0010  | –                     | –                     | Adam Okruashvili         | 0001-1002                | Silber |

## Leichtathletik
| Athleten                                                            | Wettbewerb       | Finale           | Finale           | Finale |
| Athleten                                                            | Wettbewerb       | Zeit/Weite       | Rang             | Punkte |
| ------------------------------------------------------------------- | ---------------- | ---------------- | ---------------- | ------ |
| Frauen                                                              |                  |                  |                  |        |
| Olga Lenskiy                                                        | 100 m            | 11,61 s          | 1                | 14     |
| Olga Lenskiy                                                        | 200 m            | 23,40 s          | 1                | 14     |
| Dariya Lokshin                                                      | 400 m            | 56,84 s          | 7                | 8      |
| Shanie Landen                                                       | 800 m            | 2:10,36 min      | 8                |        |
| Maor Tiyouri                                                        | 1500 m           | 4:26,86 min      | 2                | 13     |
| Maor Tiyouri                                                        | 3000 m           | 9:32,11 min      | 2                | 13     |
| Azaunt Taka                                                         | 5000 m           | 17:29,30 min     | 6                | 9      |
| Danna Levin                                                         | 3000 m Hindernis | 11:02,57 min     | 4                | 11     |
| Maya Aviezer                                                        | 100 m Hürden     | 14,21 s          | 5                | 10     |
| Alexsandra Lokshin                                                  | 400 m Hürden     | 59,81 s          | 3                | 12     |
| Dikla Goldenthal Olga Lenskiy Diana Vaisman Efat Zelikovich         | 4 × 100 m        | 45,23 s          | 2                | 13     |
| Alexsandra Lokshin Dariya Lokshin Margareta Pogorelov Shanie Landen | 4 × 400 m        | Disqualifikation | Disqualifikation |        |
| Maayan Shahaf                                                       | Hochsprung       | 1,84 m           | 3                | 12     |
| Olga Dor-Dogadko                                                    | Stabhochsprung   | 3,70 m           | 3                | 12     |
| Efat Zelikovich                                                     | Weitsprung       | keine Weite      | keine Weite      |        |
| Hanna Knjasjewa-Minenko                                             | Dreisprung       | 14,41 m          | 1                | 14     |
| Anastasiya Muchkayev                                                | Kugelstoßen      | 14,30 m          | 3                | 12     |
| Anastasiya Muchkayev                                                | Diskuswurf       | 48,81 m          | 4                | 11     |
| Evgenia Zabolotni-Zagynayko                                         | Hammerwurf       | 55,87 m          | 4                | 11     |
| Marharyta Doroschon                                                 | Speerwurf        | 58,00 m          | 1                | 14     |
| Männer                                                              |                  |                  |                  |        |
| Imri Persiado                                                       | 100 m            | 10,78 s          | 5                | 10     |
| Imri Persiado                                                       | 200 m            | 21,30 s          | 3                | 12     |
| Donald Blair Sanford                                                | 400 m            | 45,75 s          | 1                | 14     |
| Muket Fetene                                                        | 800 m            | 1:52,60 min      | 5                | 10     |
| Girmaw Amare                                                        | 1500 m           | 3:55,47 min      | 6                | 9      |
| Girmaw Amare                                                        | 3000 m           | 8:26,07 min      | 6                | 9      |
| Haimro Alame                                                        | 5000 m           | 14:38,96 min     | 3                | 12     |
| Noam Neeman                                                         | 3000 m Hindernis | 9:13,64 min      | 4                | 11     |
| Tomer Almogy                                                        | 110 m Hürden     | 14,66 s          | 5                | 10     |
| Maor Seged                                                          | 400 m Hürden     | 52,18 s          | 3                | 12     |
| Amir Hamidulin Aviv Dayan Amit Cohen Imri Persiado                  | 4 × 100 m        | 40,25 s          | 1                | 14     |
| Donald Blair Sanford Aviv Dayan Maor Seged Hai Cohen                | 4 × 400 m        | 3:11,09 min      | 3                | 12     |
| Dmitry Kroyter                                                      | Hochsprung       | 2,20 m           | 3                | 12     |
| Etamar Bhastekar                                                    | Stabhochsprung   | 5,00 m           | 3                | 12     |
| Gilron Tsabkevich                                                   | Weitsprung       | 7,16 m           | 4                | 11     |
| Tom Yakubov                                                         | Dreisprung       | 15,87 m          | 3                | 12     |
| Itamar Levi                                                         | Kugelstoßen      | 17,23 m          | 7                | 8      |
| Itamar Levi                                                         | Diskuswurf       | 50,13 m          | 4                | 11     |
| Victor Zagynayko                                                    | Hammerwurf       | 56,14 m          | 6                | 9      |
| Alan Ferber                                                         | Speerwurf        | 70,18 m          | 3                | 12     |

Endplatzierung
| Team   | Wettkampf  | Finale | Finale |
| Team   | Wettkampf  | Punkte | Rang   |
| ------ | ---------- | ------ | ------ |
| Israel | Mixed Team | 430    | Bronze |

## Radsport

### Mountainbike
| Athleten     | Wettbewerb    | Zeit (h) | Rang |
| ------------ | ------------- | -------- | ---- |
| Männer       |               |          |      |
| Shlomi Haimy | Cross-Country | 1:49:18  | 18   |

### Straße
| Athleten        | Wettbewerb    | Zeit                 | Rang                 |
| --------------- | ------------- | -------------------- | -------------------- |
| Frauen          |               |                      |                      |
| Paz Bash        | Straßenrennen | 3:25:57              | 28                   |
| Männer          |               |                      |                      |
| Yoav Bear       | Straßenrennen | Rennen nicht beendet | Rennen nicht beendet |
| Ido Zilberstein | Straßenrennen | Rennen nicht beendet | Rennen nicht beendet |

## Ringen
| Athleten                         | Wettbewerb       | 1. Runde                 | 1. Runde | Achtelfinale   | Achtelfinale | Viertelfinale      | Viertelfinale | Halbfinale        | Halbfinale | Hoffnungsrunde Viertelfinale | Hoffnungsrunde Viertelfinale | Hoffnungsrunde Halbfinale | Hoffnungsrunde Halbfinale | Hoffnungsrunde Finale | Hoffnungsrunde Finale | Finale                 | Finale   | Rang   |
| Athleten                         | Wettbewerb       | Gegner                   | Ergebnis | Gegner         | Ergebnis     | Gegner             | Ergebnis      | Gegner            | Ergebnis   | Gegner                       | Ergebnis                     | Gegner                    | Ergebnis                  | Gegner                | Ergebnis              | Gegner                 | Ergebnis | Rang   |
| -------------------------------- | ---------------- | ------------------------ | -------- | -------------- | ------------ | ------------------ | ------------- | ----------------- | ---------- | ---------------------------- | ---------------------------- | ------------------------- | ------------------------- | --------------------- | --------------------- | ---------------------- | -------- | ------ |
| Freistil Frauen                  |                  |                          |          |                |              |                    |               |                   |            |                              |                              |                           |                           |                       |                       |                        |          |        |
| Ilana Kratysch                   | Klasse bis 69 kg | –                        | –        | –              | –            | Maria Luiza Vryoni | 3:0           | Natalja Worobjowa | 3:1        | –                            | –                            | –                         | –                         | –                     | –                     | Alina Stadnyk-Machynja | 1:3      | Silber |
| griechisch-römischer Stil Männer |                  |                          |          |                |              |                    |               |                   |            |                              |                              |                           |                           |                       |                       |                        |          |        |
| Audrey Tsaryuk                   | Klasse bis 59 kg | Victor Ciobanu           | 3:1      | –              | –            | –                  | –             | –                 | –          | –                            | –                            | –                         | –                         | –                     | –                     | –                      | –        |        |
| Robert Avanesyan                 | Klasse bis 98 kg | Cenk İldem               | 0:3      | –              | –            | –                  | –             | –                 | –          | –                            | –                            | –                         | –                         | –                     | –                     | –                      | –        |        |
| Freistil Männer                  |                  |                          |          |                |              |                    |               |                   |            |                              |                              |                           |                           |                       |                       |                        |          |        |
| Mark Popow                       | Klasse bis 65 kg | Maximilian Ausserleitner | 3:1      | Azamat Nurykau | 1:3          | –                  | –             | –                 | –          | –                            | –                            | –                         | –                         | –                     | –                     | –                      | –        |        |
| Yuri Poliak                      | Klasse bis 70 kg | –                        | –        | Oleksiy Melnyk | 0:4          | –                  | –             | –                 | –          | –                            | –                            | –                         | –                         | –                     | –                     | –                      | –        |        |
| Hanoch Rachamin                  | Klasse bis 74 kg | –                        | –        | Carmelo Lumia  | 1:3          | –                  | –             | –                 | –          | –                            | –                            | –                         | –                         | –                     | –                     | –                      | –        |        |

## Sambo
| Athleten      | Wettbewerb       | Achtelfinale | Achtelfinale | Viertelfinale  | Viertelfinale | Hoffnungsrunde Halbfinale | Hoffnungsrunde Halbfinale | Halbfinale | Halbfinale | Hoffnungsrunde Finale | Hoffnungsrunde Finale | Finale / Kampf um Bronze | Finale / Kampf um Bronze | Rang |
| Athleten      | Wettbewerb       | Gegner       | Ergebnis     | Gegner         | Ergebnis      | Gegner                    | Ergebnis                  | Gegner     | Ergebnis   | Gegner                | Ergebnis              | Gegner                   | Ergebnis                 | Rang |
| ------------- | ---------------- | ------------ | ------------ | -------------- | ------------- | ------------------------- | ------------------------- | ---------- | ---------- | --------------------- | --------------------- | ------------------------ | ------------------------ | ---- |
| Frauen        |                  |              |              |                |               |                           |                           |            |            |                       |                       |                          |                          |      |
| Kahal Shafrir | Klasse bis 60 kg | –            | –            | Daniela Hondiu | 0:4           | –                         | –                         | –          | –          | –                     | –                     | –                        | –                        |      |

## Schießen
| Athleten           | Klasse  | Wettbewerb                           | Qualifikation   | Qualifikation | Halbfinale      | Halbfinale | Finale          | Finale |
| Athleten           | Klasse  | Wettbewerb                           | Ringe/ Scheiben | Rang          | Ringe/ Scheiben | Rang       | Ringe/ Scheiben | Rang   |
| ------------------ | ------- | ------------------------------------ | --------------- | ------------- | --------------- | ---------- | --------------- | ------ |
| Männer             |         |                                      |                 |               |                 |            |                 |        |
| Alexei Kiriyevski  | Pistole | Schnellfeuerpistole 25 m             | 563             | 17            | –               | –          | –               | –      |
| Immanuel Ben Hefer | Gewehr  | Kleinkaliber Dreistellungskampf 50 m | 1138            | 25            | –               | –          | –               | –      |
| Leor Ovadia Madlal | Gewehr  | Luftgewehr 10 m                      | 618,7           | 29            | –               | –          | –               | –      |
| Leor Ovadia Madlal | Gewehr  | Kleinkaliber Dreistellungskampf 50 m | 1126            | 33            | –               | –          | –               | –      |
| Leor Ovadia Madlal | Gewehr  | Kleinkaliber liegend 50 m            | 610,0           | 29            | –               | –          | –               | –      |
| Sergey Richter     | Gewehr  | Luftgewehr 10 m                      | 628,7           | 3             | –               | –          | 185,5           | Bronze |
| Guy Starik         | Gewehr  | Kleinkaliber liegend 50 m            | 617,1           | 4             | –               | –          | 122,5           | 6      |

## Taekwondo
| Athleten       | Wettbewerb       | Achtelfinale      | Achtelfinale | Viertelfinale | Viertelfinale | Hoffnungsrunde Halbfinale | Hoffnungsrunde Halbfinale | Halbfinale | Halbfinale | Hoffnungsrunde Finale / Bronzekampf | Hoffnungsrunde Finale / Bronzekampf | Finale | Finale   | Rang |
| Athleten       | Wettbewerb       | Gegner            | Ergebnis     | Gegner        | Ergebnis      | Gegner                    | Ergebnis                  | Gegner     | Ergebnis   | Gegner                              | Ergebnis                            | Gegner | Ergebnis | Rang |
| -------------- | ---------------- | ----------------- | ------------ | ------------- | ------------- | ------------------------- | ------------------------- | ---------- | ---------- | ----------------------------------- | ----------------------------------- | ------ | -------- | ---- |
| Männer         |                  |                   |              |               |               |                           |                           |            |            |                                     |                                     |        |          |      |
| Gili Haimovitz | Klasse bis 58 kg | Mahammad Mammadov | 4:7          | –             | –             | –                         | –                         | –          | –          | –                                   | –                                   | –      | –        |      |

## Triathlon
| Athleten      | Wettbewerb | Zeit (h) | Rang |
| ------------- | ---------- | -------- | ---- |
| Frauen        |            |          |      |
| Avital Gez    | Einzel     | 2:20:20  | 38   |
| Männer        |            |          |      |
| Shachar Sagiv | Einzel     | 1:55:18  | 37   |
| Amitai Yonah  | Einzel     | 1:54:25  | 35   |

## Turnen

### Akrobatik
| Athletinnen                         | Wettbewerb       | Qualifikation | Qualifikation | Finale | Finale | Rang |
| Athletinnen                         | Wettbewerb       | Punkte        | Rang          | Punkte | Rang   | Rang |
| ----------------------------------- | ---------------- | ------------- | ------------- | ------ | ------ | ---- |
| May Miller Avia Brener Shoval Sofer | Gruppe Mehrkampf | –             | –             | 76,910 | 10     | 10   |
| May Miller Avia Brener Shoval Sofer | Gruppe Balance   | 25,780        | 9             | –      | –      |      |
| May Miller Avia Brener Shoval Sofer | Gruppe Dynamik   | 26,910        | 8             | –      | –      |      |

### Geräteturnen
| Athletinnen | Wettbewerb       | Sprung | Sprung | Stufenbarren | Stufenbarren | Boden  | Boden | Schwebebalken | Schwebebalken | Gesamt | Gesamt |
| Athletinnen | Wettbewerb       | Punkte | Rang   | Punkte       | Rang         | Punkte | Rang  | Punkte        | Rang          | Punkte | Rang   |
| ----------- | ---------------- | ------ | ------ | ------------ | ------------ | ------ | ----- | ------------- | ------------- | ------ | ------ |
| Frauen      |                  |        |        |              |              |        |       |               |               |        |        |
| Tzuf Feldon | Qualifikation    | –      | –      | 12,133       | 30           | 12,200 | 43    | 12,966        | 20            | 50,299 | 37     |
| Tzuf Feldon | Mehrkampf Einzel | 12,800 |        | 11,966       |              | 11,900 |       | 12,933        |               | 49,599 | 17     |

| Athleten           | Wettbewerb       | Boden  | Boden | Pauschenpferd | Pauschenpferd | Ringe  | Ringe | Sprung | Sprung | Barren | Barren | Reck   | Reck | Gesamt | Gesamt |
| Athleten           | Wettbewerb       | Punkte | Rang  | Punkte        | Rang          | Punkte | Rang  | Punkte | Rang   | Punkte | Rang   | Punkte | Rang | Punkte | Rang   |
| ------------------ | ---------------- | ------ | ----- | ------------- | ------------- | ------ | ----- | ------ | ------ | ------ | ------ | ------ | ---- | ------ | ------ |
| Männer             |                  |        |       |               |               |        |       |        |        |        |        |        |      |        |        |
| Alexander Shatilov | Qualifikation    | 15,166 | 2     | 14,100        | 15            | 12,733 | 56    | –      | –      | 14,366 | 22     | 13,400 | 49   | 83,965 | 16     |
| Alexander Shatilov | Mehrkampf Einzel | 14,166 |       | 14,300        |               | 13,533 |       | 14,133 |        | 13,933 |        | 14,566 |      | 84,631 | 7      |
| Alexander Shatilov | Gerätefinals     | 14,833 | 5     | –             | –             | –      | –     | –      | –      | –      | –      | –      | –    | –      | –      |

### Rhythmische Sportgymnastik
| Athletinnen                                                              | Wettbewerb      | Qualifikation | Qualifikation | Finale | Finale | Rang   |
| Athletinnen                                                              | Wettbewerb      | Punkte        | Rang          | Punkte | Rang   | Rang   |
| ------------------------------------------------------------------------ | --------------- | ------------- | ------------- | ------ | ------ | ------ |
| Frauen                                                                   |                 |               |               |        |        |        |
| Neta Rivkin                                                              | Mehrkampf       | –             | –             | 69,800 | 9      | 9      |
| Neta Rivkin                                                              | Reifen          | 17,800        | 8             | 18,150 | 3      | Bronze |
| Neta Rivkin                                                              | Ball            | 18,050        | 5             | 17,950 | 5      | 5      |
| Neta Rivkin                                                              | Keulen          | 15,900        | 20            | –      | –      |        |
| Neta Rivkin                                                              | Band            | 18,050        | 15            | 17,400 | 6      | 6      |
| Victoria Veinberg Filanovsky                                             | Mehrkampf       | –             | –             | 69,550 | 10     | 10     |
| Victoria Veinberg Filanovsky                                             | Reifen          | 17,700        | 10            | –      | –      |        |
| Victoria Veinberg Filanovsky                                             | Ball            | 17,250        | 13            | –      | –      |        |
| Victoria Veinberg Filanovsky                                             | Keulen          | 17,300        | 9             | –      | –      |        |
| Victoria Veinberg Filanovsky                                             | Band            | 17,300        | 12            | –      | –      |        |
| Yuval Filo Alona Koshevatskiy Ekaterina Levina Karina Lykhvar Ida Mayrin | Mehrkampf Team  | –             | –             | 35,050 | 2      | Silber |
| Yuval Filo Alona Koshevatskiy Ekaterina Levina Karina Lykhvar Ida Mayrin | Reifen & Keulen | 17,700        | 2             | 17,500 | 2      | Silber |
| Yuval Filo Alona Koshevatskiy Ekaterina Levina Karina Lykhvar Ida Mayrin | Band            | 17,350        | 2             | 17,100 | 3      | Bronze |

## Wassersport

### Schwimmen
Hier fanden Jugendwettbewerbe statt. Bei den Frauen ist das die U17 (Jahrgang 1999) und bei den Männern die U19 (Jahrgang 1997).
| Athleten                                                    | Wettbewerb          | Vorlauf     | Vorlauf | Halbfinale      | Halbfinale      | Finale   | Finale | Rang   |
| Athleten                                                    | Wettbewerb          | Zeit        | Rang    | Zeit            | Rang            | Zeit     | Rang   | Rang   |
| ----------------------------------------------------------- | ------------------- | ----------- | ------- | --------------- | --------------- | -------- | ------ | ------ |
| Frauen                                                      |                     |             |         |                 |                 |          |        |        |
| Or Tamir                                                    | 50 m Brust          | 30,24 s     | 18      | -               | -               | -        | -      |        |
| Or Tamir                                                    | 100 m Brust         | 1:05,90 min | 23      | -               | -               | -        | -      |        |
| Männer                                                      |                     |             |         |                 |                 |          |        |        |
| Daniel Aizenberg                                            | 50 m Freistil       | 23,91 s     | 36      | -               | -               | -        | -      |        |
| Daniel Aizenberg                                            | 100 m Freistil      | 53,85 s     | 56      | -               | -               | -        | -      |        |
| Daniel Aizenberg                                            | 50 m Rücken         | 26,88 s     | 22      | -               | -               | -        | -      |        |
| Daniel Aizenberg                                            | 100 m Rücken        | 58,36 s     | 34      | -               | -               | -        | -      |        |
| Kirill Baron                                                | 50 m Schmetterling  | 24,68 s     | 17      | 24,39 s         | 9               | -        | -      |        |
| Kirill Baron                                                | 100 m Schmetterling | 56,55 s     | 37      | -               | -               | -        | -      |        |
| Kirill Baron                                                | 50 m Brust          | 30,42 s     | 38      | -               | -               | -        | -      |        |
| Meiron Cheruti                                              | 100 m Freistil      | 53,22 s     | 52      | -               | -               | -        | -      |        |
| Meiron Cheruti                                              | 50 m Schmetterling  | 24,59 s     | 11      | 24,53 s         | 13              | -        | -      |        |
| Meiron Cheruti                                              | 100 m Schmetterling | 57,02 s     | 42      | -               | -               | -        | -      |        |
| Idan Dotan                                                  | 50 m Freistil       | 24,06 s     | 43      | -               | -               | -        | -      |        |
| Idan Dotan                                                  | 50 m Rücken         | 26,89 s     | 23      | -               | -               | -        | -      |        |
| Idan Dotan                                                  | 100 m Rücken        | 59,09 s     | 39      | -               | -               | -        | -      |        |
| Tomer Drori                                                 | 100 m Rücken        | 59,27 s     | 42      | -               | -               | -        | -      |        |
| Tomer Drori                                                 | 200 m Rücken        | 2:07,27 min | 27      | -               | -               | -        | -      |        |
| Tomer Drori                                                 | 200 m Lagen         | 2:11,29 min | 39      | -               | -               | -        | -      |        |
| Tomer Drori                                                 | 400 m Lagen         | 4:41,01 min | 38      | -               | -               | -        | -      |        |
| Iliya Gladishev                                             | 100 m Brust         | 1:03,09 min | 9       | Disqualifiziert | Disqualifiziert | -        | -      |        |
| Iliya Gladishev                                             | 200 m Brust         | 2:16,78 min | 8       | Disqualifiziert | Disqualifiziert | -        | -      |        |
| Amir Haviv                                                  | 50 m Brust          | 29,02 s     | 14      | 28,79 s         | 12              | -        | -      |        |
| Amir Haviv                                                  | 100 m Brust         | 1:04,33 min | 21      | -               | -               | -        | -      |        |
| Marc Hinawi                                                 | 400 m Freistil      | 3:56,61 min | 15      | -               | -               | -        | -      |        |
| Marc Hinawi                                                 | 800 m Freistil      | 8:07,30 min | 6       | -               | -               | -        | -      |        |
| Marc Hinawi                                                 | 1500 m Freistil     | -           | -       | -               | -               | 15:25,63 | 3      | Bronze |
| Ziv Kalontarov                                              | 50 m Freistil       | 22,62       | 1       | 22,61           | 1               | 22,16    | 1      | Gold   |
| Ziv Kalontarov                                              | 100 m Freistil      | 50,69 s     | 4       | 50,61 s         | 7               | 50,33 s  | 6      | 6      |
| Daniel Kaplan                                               | 50 m Rücken         | 27,91 s     | 37      | -               | -               | -        | -      |        |
| Daniel Kaplan                                               | 100 m Rücken        | 58,67 s     | 37      | -               | -               | -        | -      |        |
| Daniel Kaplan                                               | 200 m Rücken        | 2:06,27 min | 24      | -               | -               | -        | -      |        |
| Mark Shperkin                                               | 50 m Freistil       | 23,60 s     | 23      | -               | -               | -        | -      |        |
| Mark Shperkin                                               | 100 m Freistil      | 51,40 s     | 23      | -               | -               | -        | -      |        |
| Idan Dotan Amir Haviv Ziv Kalontarov Mark Shperkin          | 4×100 m Freistil    | 3:28,35 min | 10      | -               | -               | -        | -      |        |
| Daniel Aizenberg Kirill Baron Iliya Gladishev Mark Shperkin | 4×100 m Lagen       | 3:50,82 min | 13      | -               | -               | -        | -      |        |

### Synchronschwimmen
Hier fanden Jugendwettbewerbe statt. Im Synchronwettbewerb traten U19 (Jahrgang 1997) Schwimmerinnen an.
| Athletinnen                | Wettbewerb | Qualifikation – Freie Kür | Qualifikation – Freie Kür | Finale – Freie Kür | Finale – Freie Kür | Rang |
| Athletinnen                | Wettbewerb | Punkte                    | Rang                      | Punkte             | Rang               | Rang |
| -------------------------- | ---------- | ------------------------- | ------------------------- | ------------------ | ------------------ | ---- |
| Frauen                     |            |                           |                           |                    |                    |      |
| Gal Litman                 | Solo       | 138,7258                  | 18                        | –                  | –                  |      |
| Gal Litman Aviv Lea Bublil | Duett      | 139,0000                  | 17                        | –                  | –                  |      |

### Wasserball
Hier fanden Jugendwettbewerbe statt. Bei den Wasserballteams waren das die U18-Mannschaften (Jahrgang 1998).
| Athleten | Gruppenphase                                                                                | Platzierungsspiele                          | Halbfinale | Halbfinale | Finale | Finale   | Rang |
| Athleten | Gruppenphase                                                                                | Platzierungsspiele                          | Gegner     | Ergebnis   | Gegner | Ergebnis | Rang |
| --- | ------------------------------------------------------------------------------------------- | ------------------------------------------- | ---------- | ---------- | ------ | -------- | ---- |
| Frauen |                                                                                             |                                             |            |            |        |          |      |
| Inbar Geva Ofek Golan Lior Ben David Nofar Hochberg Shir Azulay Abigail Tali Felix Semon Hila Futorian Yuval Israeli Kerem Noy Maya Shechori Noa Amado Nivi Vardi Eden Tal | Niederlande 1:29 Ungarn 3:23 Deutschland 1:10 Vereinigtes Königreich 9:13 Griechenland 4:19 | Frankreich 9:11 Vereinigtes Königreich 5:10 | –          | –          | –      | –        | 12   |